# Amboy (New York)
Amboy è un comune degli Stati Uniti d'America, situato nello Stato di New York, nella contea di Oswego.